# New Hudson Cycle

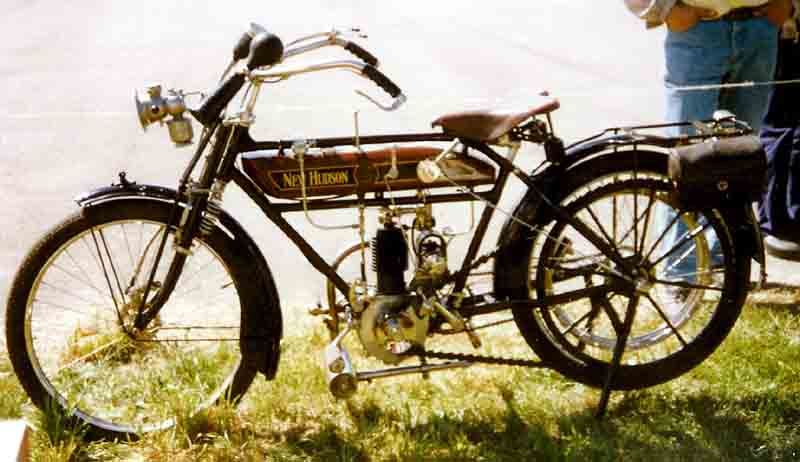
New Hudson

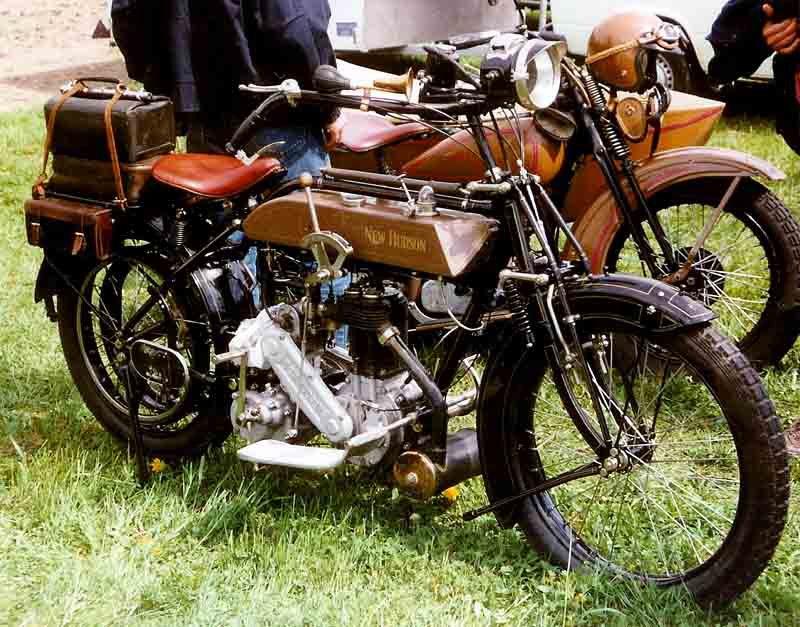
New Hudson 3,5-4 hp 500 cm³ SV (1914)

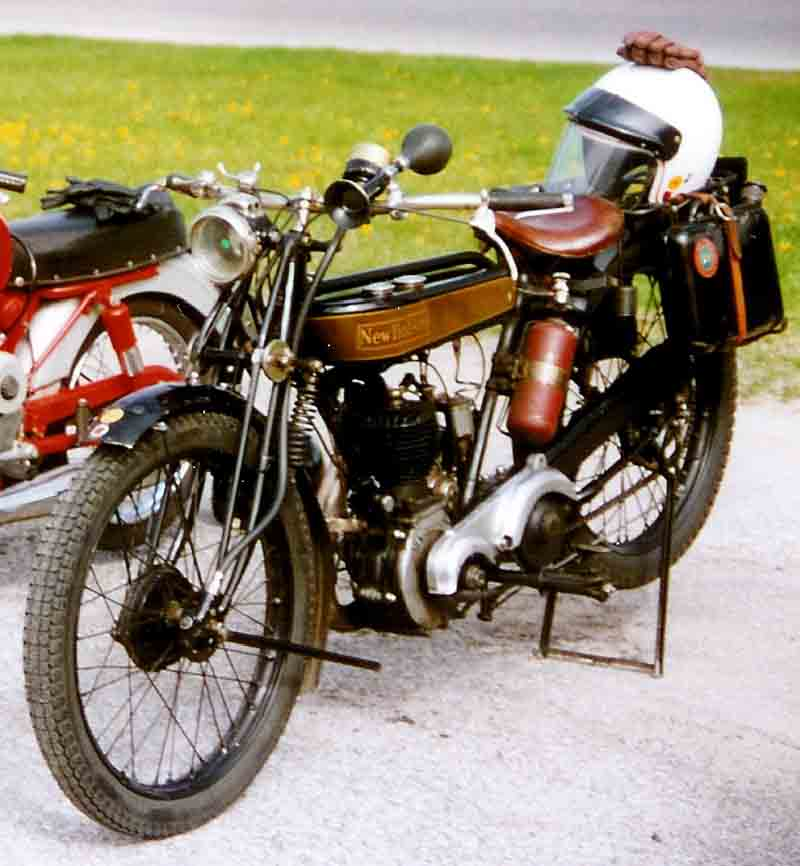
New Hudson (1924)

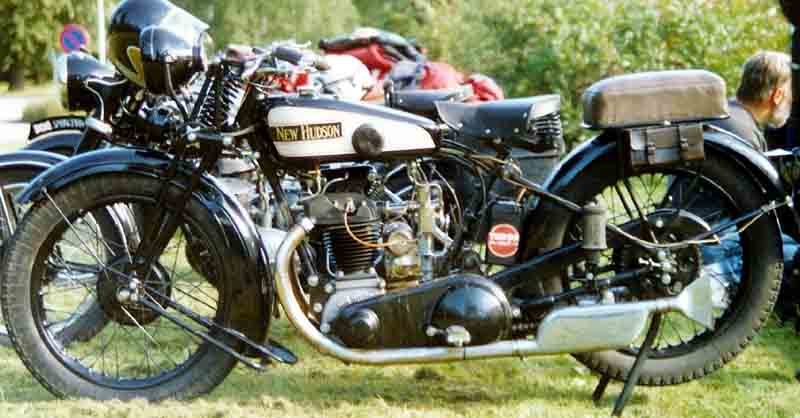
New Hudson (1929)

Die New Hudson Cycle Co. Ltd. war ein britischer Fahrrad-, Motorrad- und Automobilhersteller in Birmingham.

## Geschichte
Von 1903 bis in die 1930er-Jahre stellte die Gesellschaft Fahrräder und Motorräder her. Dann fertigte man Girling-Bremsen. 1943 wurde das Geschäft von Girling an Lucas verkauft und die Firma kehrte zum Bau von kleinen Motorrädern und Automobilen zurück. Dieses Geschäft betrieb man bis 1956. Etwa 24.000 Fahrzeuge wurden in dieser Zeit gefertigt.
1912 brachte New Hudson auch ein kleines Automobil heraus. Das Cyclecar New Hudson 4½ hp besaß einen luftgekühlten Einzylindermotor mit 0,75 l Hubraum und wurde bis 1915 gebaut. Ab 1919 gab es eine dreirädrige Version mit einem einzelnen Hinterrad. Zunächst sorgte ein V2-Motor mit 1250 cm³ Hubraum für den Antrieb, ab 1922 ein kleinerer V2-Motor von MAG.
1929 erwarb die Firma das Patent der Girling-Bremse vom Erfinder Albert Girling, um Bremsen für Ford, Austin, Rover und Riley zu bauen.
1943 wurde New Hudson (einschließlich der Girling-Patente) von der Joseph Lucas Ltd. übernommen und mit Bendix Bremsen, die Lucas 1931 gekauft hatte, und Luvax Stoßdämpfer zusammengelegt. Die neue Tochtergesellschaft hieß Girling Ltd.

## Automobile
| Modell  | Bauzeitraum | Zylinder | Hubraum  |
| ------- | ----------- | -------- | -------- |
| 4½ hp   | 1912–1914   | 1        | 737 cm³  |
| Dreirad | 1919–1924   | 2 V      | 1250 cm³ |